# Mak alpejski

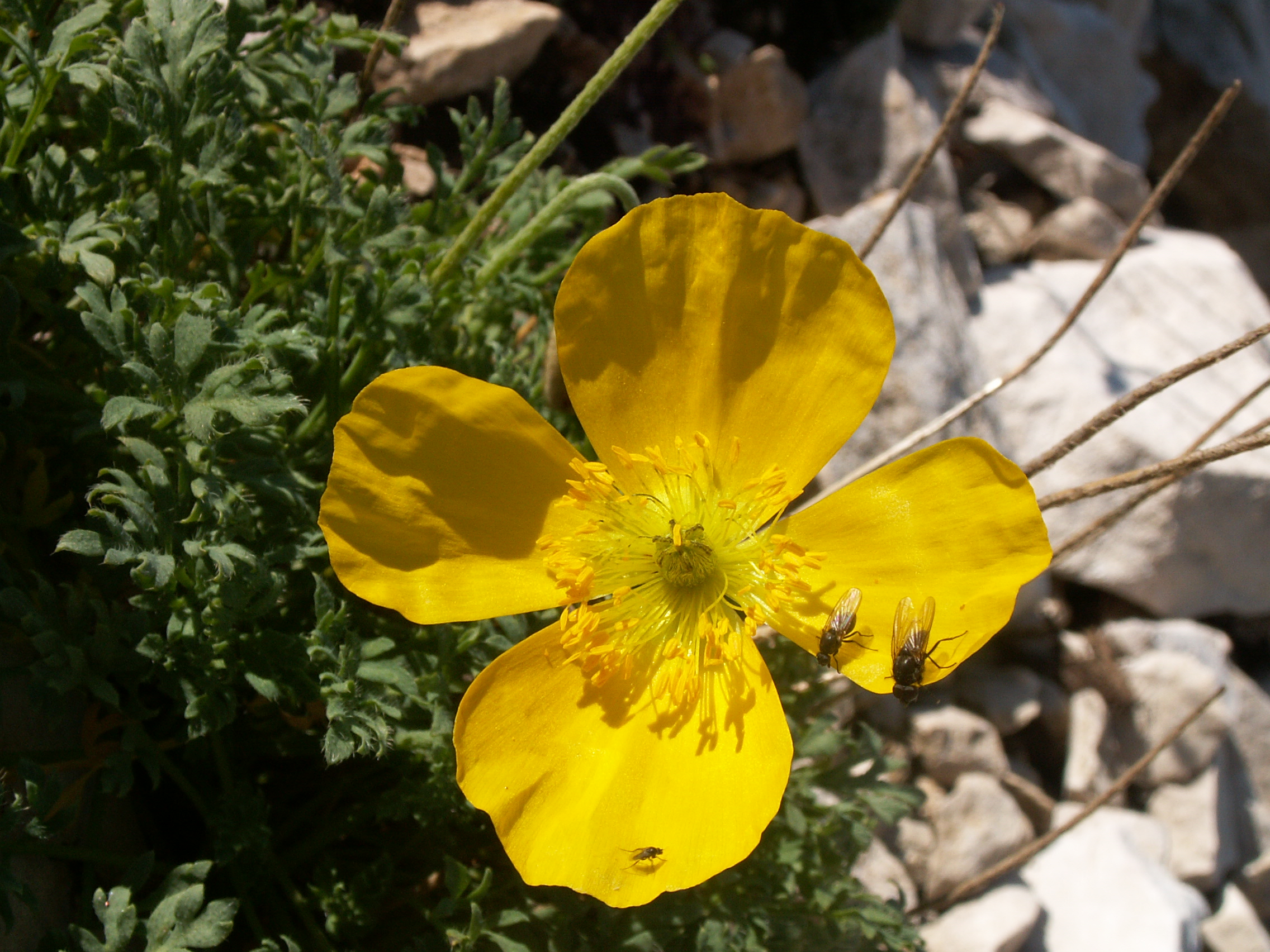
Rzadki okaz o żółtych kwiatach

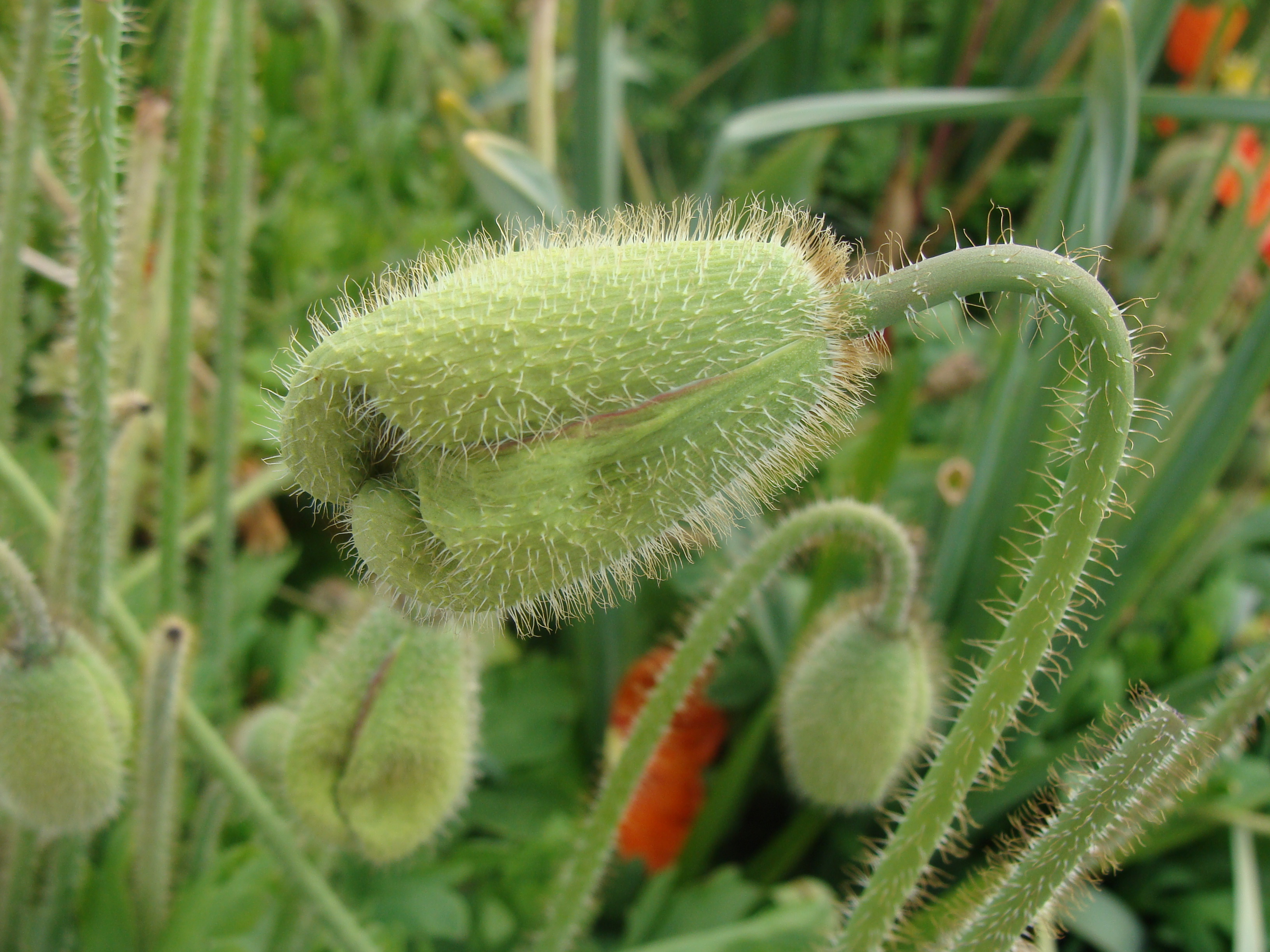
Pąki

Mak alpejski, mak Bursera (Papaver alpinum  L.) – gatunek rośliny należący do rodziny makowatych. Jest również uprawiany.

## Rozmieszczenie geograficzne
Rośnie dziko w wysokich partiach gór Europy. Licznie występuje w Wielkiej Fatrze. W Polsce rośnie dziko wyłącznie w Tatrach i jest rzadki. W polskich Tatrach znany jest z około 30 stanowisk, z których większość występuje w Tatrach Zachodnich w rejonie Czerwonych Wierchów i jedno na Giewoncie. W Tatrach Wysokich znane jest tylko kilka stanowisk i występują one nad Morskim Okiem i Czarnym Stawem pod Rysami. Przejściowo spotykany był nad Małołąckim Potokiem i w Dolinie Kościeliskiej. Poza Tatrami występował efemerycznie na żwirowiskach w Witowie i między Podczerwonem a Czarnym Dunajcem.

## Nazewnictwo
Nazwy naukowe
- Wyróżniono wiele podgatunków i odmian, jednak botanicy GRIN uznają je tylko za synonimy tego samego gatunku. Synonimy te to[7]:
  - Papaver alpinum subsp. alpinum
  - Papaver alpinum subsp. kerneri (Hayek) Fedde
  - Papaver alpinum subsp. rhaeticum (Leresche) Nyman
  - Papaver alpinum subsp. sendtneri (A. Kern. ex Hayek) Schinz & R. Keller
  - Papaver burseri Crantz[8]
  - Papaver kerneri Hayek
  - Papaver pyreniacum (L.) Willd.
  - Papaver rhaeticum Leresche
  - Papaver sendtneri A. Kern. ex Hayek
- Przez niektórych polskich i słowackich botaników rosnący w wyższych partiach Tatr mak bywa uznawany za oddzielny gatunek – mak tatrzański (Papaver tatricum (Nyarady) Ehrend.) i traktowany jako endemit tatrzański[6]. Przez innych botaników uznawany jednak jest on tylko za synonim maku alpejskiego[7] lub gatunek o niekreślonej tożsamości[9].

## Morfologia
PokrójTworzy niskie darnie o wysokości 10–20 cm. Oprócz kwitnących pędów wytwarza liczne pędy płonne. Pędy w nasadzie otulone starymi liśćmi.
LiścieWyłącznie różyczkowe, sinozielone, ogonkowe, 3-4-razy pierzastosieczne. Poszczególne listki zakończone szczecinką.
ŁodygaGłąbik kwiatowy wysokości do 20 cm, brunatno owłosiony.
KwiatyKwiat o średnicy do 2,5 cm (u typowego gatunku), 4 płatki białe z żółtą nasadą lub żółtawe (rzadko). Działki kielicha gęsto owłosione. Wewnątrz pojedynczy słupek z tarczowatym, 4-6 promieniowym znamieniem i liczne pręciki. Pączki są zwisające, podczas rozkwitania ich szypułki prostują się.
OwocKulistojajowata i pokryta szczecinkami torebka zwana makówką.

## Biologia i ekologia
Bylina, hemikryptofit. Kwitnie od lipca do sierpnia, zapylany jest przez owady. Doskonale umacnia swoimi rozgałęzionymi korzeniami luźne piargi. Gdy zostanie przez nie zasypany, na ogół przebija się na powierzchnię nowym pędem. Siedlisko: piargi, skały, murawy. Dużo częściej na podłożu wapiennym, ale występuje również na granicie. W Tatrach spotykany jest we wszystkich piętrach roślinności, ale główny obszar jego występowania to piętro alpejskie. W polskich Tatrach najwyżej położone jego stanowiska znajdują się na Niżnych Rysach (2360 m) i Krzesanicy (2123 m), najniżej w Wąwozie Kraków na wysokości 1180 m. W klasyfikacji zbiorowisk roślinnych gatunek charakterystyczny dla związku (All.) Papaverion tatrici. Liczba chromosomów 2n= 14.

## Zastosowanie
Roślina ozdobna ogródków skalnych. Kwiaty kwitną krótko, ale pojawiają się stale od maja do sierpnia. Swoimi kwiatami ożywia skalniak. Żyje tylko 2–3 lata, jednak sam rozsiewa się, łatwo go też rozmnażać z nasion. Źle natomiast znosi przesadzanie. Wymaga średnio wilgotnego podłoża i dobrze zdrenowanego żwirem lub wapiennym gruzem. Stanowisko powinno być ciepłe i słoneczne.